# Heinrich Ried

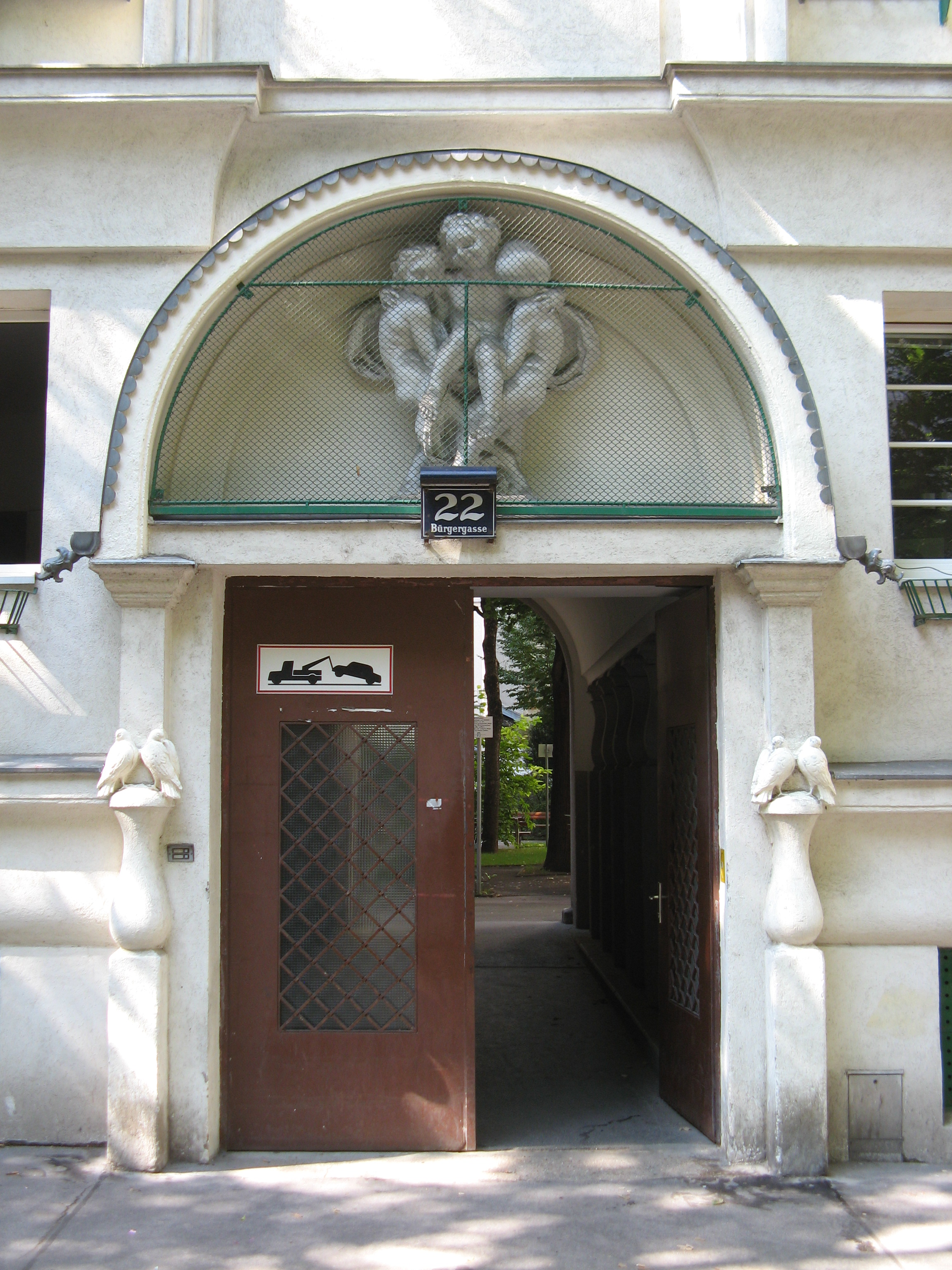
Wohnhausanlage Bürgergasse 22 von Heinrich Ried

Heinrich Karl Ried (* 8. Juli 1881 in Hietzing; † 13. Mai 1957 in Wien) war ein österreichischer Architekt.

## Leben
Heinrich Ried war der Sohn eines Maurerpoliers und besuchte zunächst die Staatsgewerbeschule in Wien. Von 1902 bis 1904 studierte er an der Akademie der bildenden Künste Wien bei Victor Luntz, Alfred Castelliz und Friedrich Ohmann, dessen Mitarbeiter er auch kurzfristig war. Neben dem Gundel-Preis 1904 erhielt Ried 1905 auch ein Staatsreisestipendium, den sogenannten Rom-Preis, das den Jahrgangsbesten vorbehalten war. 1906 führten ihn Studienreisen nach Italien, Griechenland und Spanien.
Danach beteiligte er sich an verschiedenen Wettbewerben und hatte 1909 mit seinem Entwurf für das Künstlerhaus in Brünn großen Erfolg. Seit dieser Zeit arbeitete Ried als selbständiger Architekt. Während des Ersten Weltkriegs leistete er Kriegsdienst und war Ingenieurleutnant.
Sowohl während der Zeit des Roten Wien als auch in der Aufbauphase nach dem Zweiten Weltkrieg erhielt Ried mehrere Aufträge für kommunale Wohnbauten der Gemeinde.

## Bedeutung
Heinrich Ried war wie sein Lehrer Friedrich Ohmann ein Anhänger einer äußerst dekorativen Architektur, die im Gegensatz zu der herrschenden sachlichen Strömung stand. Schon seine ersten bedeutenden Bauten, das Künstlerhaus in Brünn und die Sparkassa in Budweis zeigen eine überbordende Gestaltungsvielfalt und sind heute Sehenswürdigkeiten. Auch die Gemeindebauten der Zwischenkriegszeit weisen einfallsreiche Renaissanceformen auf und können dem Heimatstil zugezählt werden. Nachdem Ried den Auftrag erhalten hatte, den Wiener Justizpalast nach dessen Brand wiederherzustellen und aufzustocken, wurde er von den Vertretern der Sachlichkeit wie Josef Frank oder Josef Hoffmann heftig angegriffen und sein Werk als Justizpalastschande diffamiert. Rudolf Perco sprach in einem Interview mit der Wiener Allgemeinen Zeitung sogar von „psychopathischem Dilettantismus“. Eine Ehrenbeleidigungsklage Rieds blieb aber erfolglos. Selbst in der betont nüchternen Zeit nach dem Zweiten Weltkrieg blieb Ried seinem Hang zum Dekorativismus treu, wobei er demonstrativ gegen den herrschenden Zeitstil auftrat und aus heutiger Sicht die Postmoderne vorwegnahm.

## Werke
- Kaiser-Franz-Josephs-Jubiläums-Künstlerhaus, heute Dům umění in Brünn (1909)
- Sparkassengebäude in Budweis (1913)
- Wohnhausanlage Bürgergasse 22, Wien-Favoriten (1925)
- Wohnhausanlage Gründorfgasse 4, Wien-Penzing (1928)
- Wiederherstellung und Aufstockung des Wiener Justizpalastes (1929–30)
- Wohnhausanlage Gerl-Hof, Wien-Brigittenau (1931)
- Wiederherstellung des Bundesamts für Eich- und Vermessungswesen, Wien (1948)
- Wiederaufbau der Geologischen Bundesanstalt, Wien-Landstraße (1950)
- Wohnhausanlage Karolinengasse 24, Wien-Wieden (1951)
- Wohnhausanlage Liechtensteinstraße 131–133, Wien-Alsergrund (1956–57)

Außerdem errichtete Ried mehrere Landhäuser und Fabriksbauten.